# Stenarchella eupista
Stenarchella eupista is een van vlinder in de onderfamilie Tortricinae van de familie bladrollers (Tortricidae). De wetenschappelijke naam van de soort is voor het eerst geldig gepubliceerd in 1968 door Alexey Diakonoff.

## Type
- holotype: "male"
- instituut: USNM, Washington, USA
- typelocatie: "Philippine Islands, Davao Province, Mindanao, La Lun Mt., Calian"